# Denicé

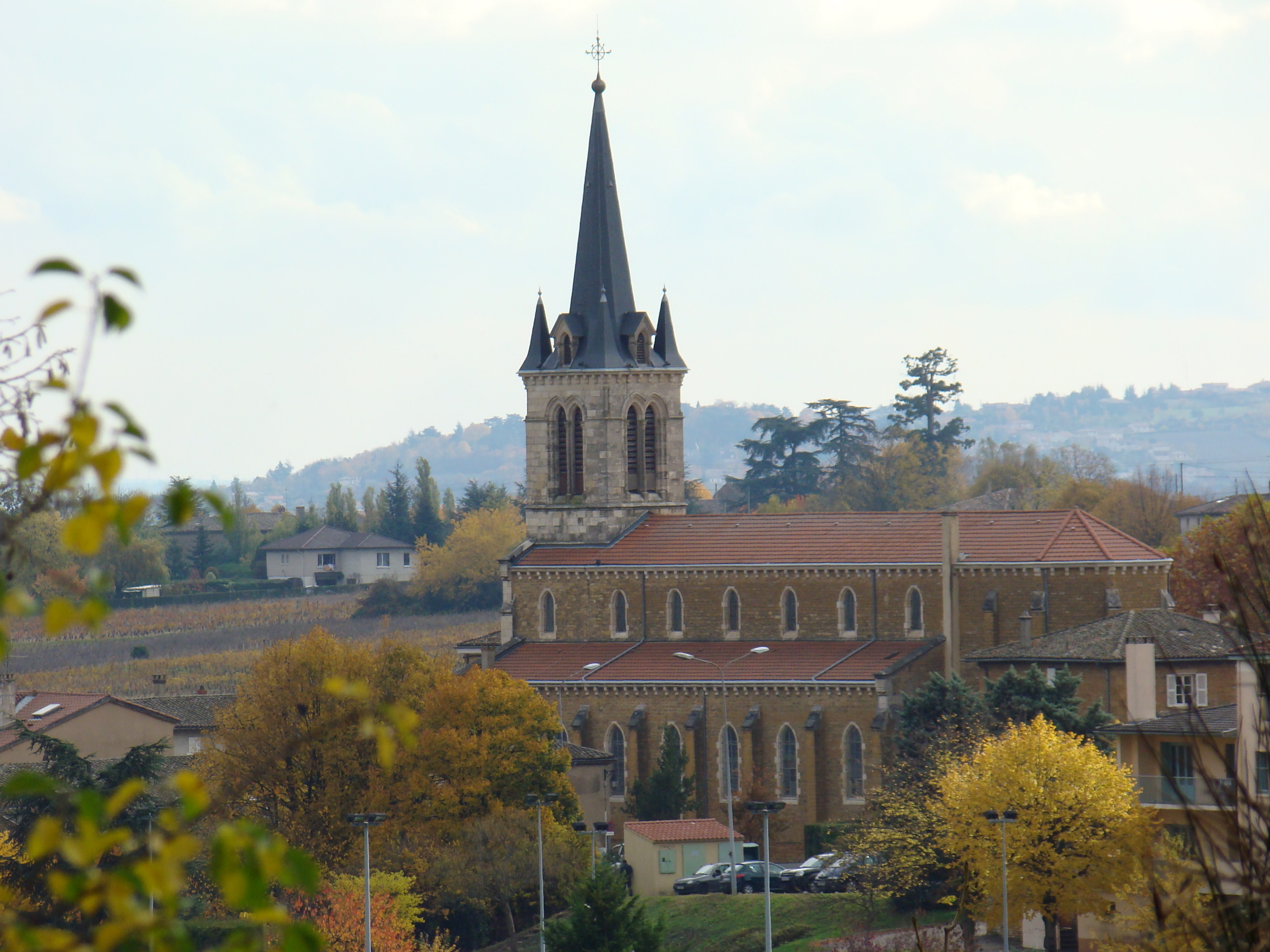
Kościół w Denicé, 2010

Denicé – miejscowość i gmina we Francji, w regionie Owernia-Rodan-Alpy, w departamencie Rodan.
Według danych na rok 1990 gminę zamieszkiwało 1121 osób, a gęstość zaludnienia wynosiła 118 osób/km² (wśród 2880 gmin regionu Rodan-Alpy Denicé plasuje się na 719. miejscu pod względem liczby ludności, natomiast pod względem powierzchni na miejscu 1159.).